# ジル・ブラス

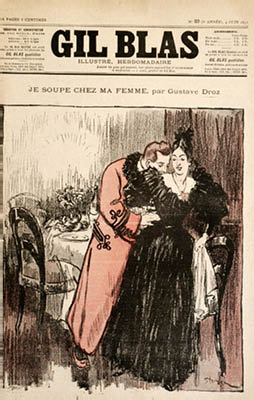
テオフィル・スタンランによる表紙絵

ジル・ブラス(Gil Blas または Le Gil Blas）は19世紀末から20世紀はじめにパリで発行された定期文芸誌である。1879年11月に、ジャーナリストで事業家のオーギュスト・デュモン（1816-1885）が創刊した。誌名はアラン＝ルネ・ルサージュの小説、 「ジル・ブラース物語」（Histoire de Gil Blas de Santillane）からとられている。

## 概要
有名ないくつかの小説は、書籍として出版される前に、ジル・ブラスに連載された。例えば、エミール・ゾラの『ジェルミナール』や『制作』（"L'Œuvre"）などがそうであった。モーパッサンの短編小説も定期的に掲載された。独特な挿絵や劇評でも知られていた。作品を掲載した人物には演劇評論家のルネ・ブルム、詩人のAlexandru Bogdan-Pitești、作家のアベル・エルマンがいて、挿絵などはテオフィル・スタンランやアルベール・ギョームが描いた。
1914年まで定期的に発行され、第一次世界大戦の開始で休刊になった後、1938年まで継続的に発刊された。

## ジル・ブラスにまつわる逸話
美術の分野の「フォービズム」（野獣派）の名称は、1905年のパリのサロン・ドートンヌのアンリ・マティスらの作品をジル・ブラスの評論家、ルイ・ヴォークセルが「あたかも野獣（フォーヴ、fauves）の檻の中にいるようだ」と評したことに由来する。このコメントは1905年10月17日のジル・ブラスの記事となり、一般に使われるようになった。
1887年に劇作家、ヴィクトリアン・サルドゥーのオペラ、オペラ "La Tosca" の通し稽古を見た記者が、初演の朝にそのプロットを掲載し、サルドゥーから損害賠償の訴訟がおこされた
。
1888年に掲載された小説が「公共の道徳に反している」として作家のカミーユ・ルモニエは起訴され罰金刑を受けた。

## 掲載された主な小説
- エミール・ゾラ - 「金（かね）」（"L'Argent" :1891年）、「ボヌール・デ・ダム百貨店」("Au Bonheur des Dames":1883年）、「生きる歓び」（"La Joie de Vivre":1884年）、「大地」（"La Terre" :1887年）
- ギ・ド・モーパッサン - 「オルラ」（"Le Horla"） 「軽はずみ」（"Imprudence"）、「ベロムとっさんのけだもの（La bête à maît' Belhomme）、L'Inconnue、
- モーリス・ルブラン -「ある女」（"Une femme" :1893年）

## 画像
- （挿絵）T.スタンラン(1897)
- （挿絵）アンリ・ジェルボー(1896）
- （挿絵）T.スタンラン(1897)
- （挿絵）J.-A. グリューン(1900)
- (1903)